# Fireworks (gruppo musicale 1993)
I Fireworks sono stati un gruppo musicale garage punk statunitense formatosi nel 1993.

## Storia del gruppo
Fondata dal cantante e polistrumentista Darin Lin Wood prima che questi si trasferisse da Dallas a New York, la vera e propria formazione del gruppo prende forma nel 1993, quando il chitarrista Chris Merlick prende parte al progetto. Prima del 1990 Wood suona anche in band come Cop Shoot Cop, '68 Comeback e Blacksnakes.

Alla band si aggiungeranno anche la fidanzata di Wood, Janet Walker, che prende il posto di batterista, e il chitarrista Janet Walker. L'album di debutto, Set the World on Fire, viene pubblicato nel 1994 sotto la Crypt Records. Successivamente i Fireworks pubblicano il loro secondo lavoro, Off the Air, nel 1996, questa volta con la Au-Go-Go Records. Il loro terzo e ultimo album, Lit Up, viene pubblicato nel 1997 dalla Last Beat Records.

## Formazione
- Darin Lin Wood - voce, chitarra, percussioni
- Chris Merlick - voce, chitarra, percussioni
- Janet Walker - batteria, percussioni
- James Arthur - chitarra

## Discografia

### Album studio
- 1994 - Set the World on Fire
- 1996 - Off the Air
- 1997 - Lit Up

### Split
- 1995 - Split (con i Shiva the Destroyer)